# Método cartesiano

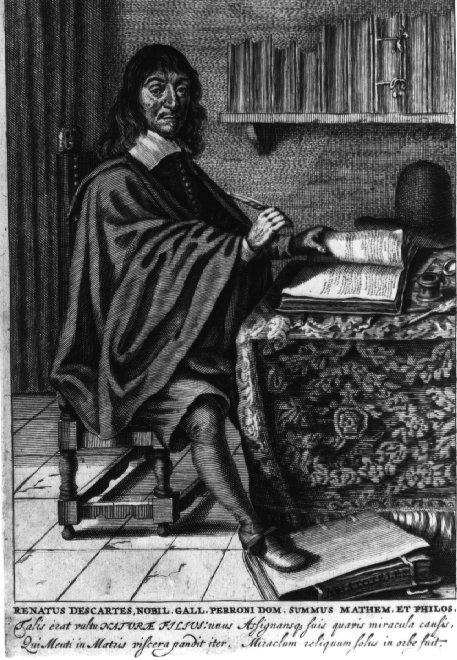

O método cartesiano, criado por René Descartes, consiste no Ceticismo Metodológico - duvida-se de cada ideia que pode ser duvidada. Descartes institui a dúvida: só se pode dizer que existe aquilo que possa ser provado. O próprio Descartes consegue provar a existência do próprio eu (que duvida, portanto, é sujeito de algo - cogito ergo sum: penso, logo existo), considerando o ato de duvidar como indubitável.
Também consiste o método na realização de quatro tarefas básicas:
- descobrir quais são as conclusões possíveis e nunca aceitar nada como verdadeiro à primeira vista
- fazer vários experimentos e dividir o problema em quantas partes for possível
- analisar os resultados e pensar de forma ordenada
- pegar as conclusões ( que devem estar de acordo com o passo 1 ) e, se possível, mixá-las para chegar a apenas 1 conclusão através da lógica, prestando atenção nos detalhes

A contribuição de Descartes; com sua nova metodologia, foi de extrema importância para a constante busca criteriosa do conhecimento verdadeiro a partir das ciências.